# Villers-Sire-Nicole
Villers-Sire-Nicole és un municipi francès, situat a la regió dels Alts de França, al departament del Nord. L'any 2006 tenia 970 habitants.

## Demografia
| 1962                                       | 1968  | 1975  | 1982  | 1990  | 1999 |
| ------------------------------------------ | ----- | ----- | ----- | ----- | ---- |
| 1.152                                      | 1.179 | 1.081 | 1.029 | 1.024 | 956  |
| Des de 1962: població sense dobles comptes |       |       |       |       |      |

## Administració
| Període   | Identitat      | Partit |
| --------- | -------------- | ------ |
| 2001-2008 | Raphaël Magnan |        |
| 2008-     | Hervé Pourbaix |        |